# Planchonella rheophytopsis
Planchonella rheophytopsis là một loài thực vật có hoa trong họ Hồng xiêm. Loài này được P.Royen miêu tả khoa học đầu tiên năm 1957.